# Le Pouvoir du Docteur
Le Pouvoir du Docteur (The Power of the Doctor) est le troisième des épisodes spéciaux diffusés durant l'année 2022 de la seconde série télévisée britannique Doctor Who, le 23 octobre 2022 sur BBC One à l'occasion des 100 ans de la chaine.
Cet épisode marque la fin de l'ère et la régénération du Treizième Docteur (Jodie Whittaker) et le départ de ses compagnons Yasmin Khan (Mandip Gill) et Dan Lewis (John Bishop).

## Distribution
- Jodie Whittaker – Treizième Docteur
- Mandip Gill – Yasmin Khan
- John Bishop – Dan Lewis
- Sophie Aldred – Ace
- Janet Fielding – Tegan Jovanka
- Sacha Dhawan – Le Maître/Grigori Raspoutine
- Jemma Redgrave – Kate Stewart
- Jacob Anderson – Vinder
- Patrick O'Kane – Ashad
- David Bradley – Premier Docteur
- Peter Davison – Cinquième Docteur
- Colin Baker – Sixième Docteur
- Sylvester McCoy – Septième Docteur
- Paul McGann – Huitième Docteur
- David Tennant – Quatorzième Docteur
- Jo Martin – Le Docteur fugitif
- Bradley Walsh – Graham O'Brien
- Bonnie Langford – Mel Bush
- Katy Manning – Jo Grant
- William Russell – Ian Chesterton
- Anna Andresen – Alexandra Feodorovna Romanova
- Richard Dempsey – Nicolas II de Russie
- Nicholas Briggs – Voix des Daleks et des Cybermen

## Accroche
Le Docteur et ses compagnons sauvent un train à grande vitesse spatial d'une attaque de CyberMaîtres, mais Dan est presque tué, et retourne à sa vie. Un Dalek renégat contacte le Docteur, affirmant que les Daleks doivent être détruits. Kate Stewart informe que de célèbres œuvres d'art ont été dégradées par le Maître et que des sismologues ont été enlevés. Retrouvant Tegan Jovanka et Ace, le Docteur apprend le plan du Maître, des Cybermen et des Daleks pour mettre fin à l'humanité en faisant entrer en éruption les volcans du monde entier. En retrouvant le Dalek renégat, le Docteur est capturé. Le Maître envoie une version miniaturisée du Cyberman Ashad à Tegan, qui fait office de portail pour amener les Cybermen à UNIT. Les Daleks emmènent le Docteur chez le Maître en 1916, qui la force à se régénérer en lui. Un hologramme du Docteur aide Ace à rencontrer Graham O'Brien pour détruire une machine volcanique, Tegan pour détruire le convertisseur Cyberman, et Yaz et Vinder pour forcer le Maître à annuler la transformation du Docteur. Le Maître blesse mortellement le Docteur, la faisant se régénérer en Quatorzième Docteur, qui découvre qu'il a retrouvé la forme de sa Dixième incarnation.

## Résumé
Le Treizième Docteur et ses compagnons, Yaz et Dan, interviennent dans une attaque de Cybermaîtres contre un train à grande vitesse dans l'espace, mais Dan est presque tué lors de cette attaque. Ayant développé une peur de la mort, Dan se sépare du Docteur pour recommencer à vivre sa vie. Les Cybermaîtres s'échappent du train avec une enfant. Un Dalek renégat contacte le Docteur, lui offrant des informations sur un complot de Dalek visant à détruire l'humanité.
Le Docteur suit l'enfant jusqu'à une deuxième lune apparue dans le ciel en 1916 en Russie. En réalité, c'est une planète entièrement convertie par les Cybermen. Le Docteur et Yaz trouvent l'enfant du train emprisonné sur la planète et découvrent qu'il s'agit en fait d'une énergie asservie appelée Qurunx utilisant un filtre de perception.
D'anciennes compagnes du Docteur, Tegan Jovanka et Ace, enquêtent sur l'enlèvement d'une douzaine des plus grands sismologues du monde et sur l'ajout du visage de Raspoutine sur quinze tableaux célèbres. Kate Stewart invite le Docteur au siège de UNIT pour rencontrer Tegan et Ace et discuter de leurs découvertes. Le Docteur précise que le nouveau visage des peintures est en réalité celui du Maître, qu'elle va affronter lors d'une conférence de sismologie à Naples, où le Maître révèle qu'il a rétréci les sismologues disparus.
Le Docteur apprend que le Maître et ses Cybermaîtres se sont alliés à des Cybermen et aux Daleks pour mettre fin à l'humanité dans le présent en déclenchant simultanément les éruptions de tous les volcans de la Terre. Le Docteur rencontre le Dalek renégat, découvrant que les autres Daleks lui ont permis de la contacter afin de la capturer, ce qu'ils font après avoir tué le traître. Pendant ce temps, Vinder, allié du Docteur au cours de sa lutte conte le Flux, s'écrase sur la Cyberlune.
UNIT arrête le Maître, qui révèle qu'il a envoyé à Tegan une version miniaturisée d'Ashad, un Cyberman qu'il a lui-même tué quelque temps auparavant. Tegan a supposé qu'il s'agissait d'un avertissement du Docteur. La figurine s'agrandit et, grâce au vortex qu'elle cache, agit comme une poupée russe : elle déverse un grand nombre de Cybermen au QG de UNIT. Parmi eux, des Cybermaîtres et un clone d'Ashad complètement fidèle au Maître, qui est libéré par ses alliés. 
Les Daleks emmènent le Docteur chez le Maître en Russie en 1916, où il se fait passer pour Raspoutine. Le Maître utilise la technologie Gallifreyenne et le Qurunx pour imposer une régénération forcée au Docteur, ce qui fait que le Maître devient le Docteur. Dans son esprit, le Docteur rencontre des manifestations de sa Première, Cinquième, Sixième, Septième et Huitième incarnation, qui l'informent qu'il est peut-être possible d'annuler la régénération forcée avec une aide extérieure.
Un programme d'IA holographique créé par le Docteur prend contact avec ses compagnons, prenant l'apparence du Treizième, du Cinquième face à Tegan, du Septième face à Ace et du Docteur Fugitif grâce à Yaz. Il aide Ace à rencontrer Graham dans un volcan en Bolivie et à détruire la machine volcanique et les Daleks qui s'y trouvent, Tegan à détruire le convertisseur Cyberman au QG de UNIT, éliminant tous les Cybermen présents, et Yaz et Vinder pour capturer le Maître et lui faire annuler la transformation du Docteur. Le Qurunx est libéré et entreprend de détruire la Cyberlune avec un faisceau d'énergie. Vaincu, le Maître blesse mortellement le Docteur avec le laser du Qurunx, déclenchant le processus de régénération, avant de mourir apparemment de ses blessures.
Le Docteur ramène Yaz sur Terre et part seul. Yaz participe à un groupe de soutien composé d'anciens compagnons, dont Graham, Dan, Kate, Ace, Tegan, Ian Chesterton, Jo Grant et Mel Bush. Le Docteur se rend jusqu'à une falaise depuis laquelle elle se régénère en Quatorzième Docteur, qui est alarmé de découvrir que sa nouvelle incarnation est physiquement similaire à sa Dixième incarnation.

## Continuité
- Le spécial débute sur un train, non pas ici sur Terre mais dans l'espace, faisant directement référence au premier épisode de Jodie Whittaker en tant que Treizième Docteur, La Femme qui venait d'ailleurs (2018) où cette dernière s'écrase dans un wagon à la suite de sa régénération où elle chute du TARDIS.
- Ce même train spatial est attaqué par des Cybermaîtres, des Cybermen avec la capacité de se régénérer, introduit dans l'épisode Les Enfants intemporels (2020).
- Dans le TARDIS, le Docteur porte sa fameuse combinaison orange, déjà apparues au cours des ères du Dixième Docteur : La Planète du Diable, première et deuxième partie (2006) ; Brûle avec moi (2007) ; La Conquête de Mars (2009), du Onzième Docteur : Le Fantôme de Caliburn (2013), et du Douzième Docteur : La Première femme sur la Lune (2014) ; La Fin d'une vie (2015).
- Au cours d'un appel en vision, Ace, ancienne compagne du Septième Docteur, et Tegan Jovanka, ancienne compagne du Quatrième et Cinquième Docteur, parlent du fait qu'elles n'ont pas eu de nouvelles du Docteur depuis des décennies, presque 40 ans pour Tegan, sa dernière apparition datant de l'épisode Resurrection of the Daleks (1984), et seulement 30 ans pour Ace, même si sa dernière apparition était dans Survival (1989).
- Lorsque le Docteur ramène Dan, ce dernier se retrouve toujours sans maison, rétréci par Karvanista le Lupari dans l'épisode L'Apocalypse d'Halloween (2021).
- Le Dalek renégat mentionne que l'armure des Daleks a été forgée à l'origine pour assurer la survie de la race Kaled avant que leur mission ne soit transformée en conquête après l'extinction des Kaled, faisant référence à l'épisode La Genèse des Daleks (1975).
- Après une discussion avec ce Dalek, le Docteur mentionne "leur créateur", faisant référence au personnage de Davros.
- L'hémophilie d'Alexis Nikolaïevitch de Russie, fils de Nicholas II de Russie et de Alexandra Feodorovna Romanova, mentionnée dans l'épisode, fait référence à la fameuse maladie royale qu'a eu la Reine Victoria dans l'épisode Un Loup-garou royal (2006) à cause d'une morsure de loup-garou, sachant qu'elle est l'arrière-grand-mère d'Alexis.
- Au cours d'une discussion entre le Maître, alors déguisé en Grigori Raspoutine, et l'Impératrice de Russie, ce dernier se sert de ses yeux pour l'hypnotiser, pratique courante du Maître au cours de l'ère classique de la série et même dans le téléfilm Le Seigneur du Temps (1996).
- Yaz fait la remarque au sujet du nouveau bâtiment de UNIT, en référence au dernier qui a été utilisé, contrôlé et détruit par le Grand Serpent dans Survivants du Flux (2021).
- Kate dit au Docteur de ne pas se mettre en colère, en référence au Douzième Docteur qui avait souvent tendance à froncer les sourcils, surtout pendant la saison 9 notamment où ils se sont rencontrés.
- Ace utilise le terme "Professeur", surnom qu'elle utilisait pour nommer le Septième Docteur.
- Yaz explique qu'elle a eu des entrainements au tir, faisant référence à son ancien travail de policière aperçu dans La Femme qui venait d'ailleurs (2018), La Chute des espions : partie 1 (2020) et Il n'était pas une fois (2021).
- Dans le TARDIS, le Maître fait référence au Cyberium qu'il a absorbé dans Les Enfants intemporels (2020).
- Dans le QG de UNIT, le Maître fait référence au père de Kate, le Brigadier Sir Alistair Gordon Lethbridge-Stewart qu'il traite d'idiot et qui lui as mis un coup de poing dans le spécial anniversaire The Five Doctors (1983), à la tante Vanessa de Tegan que le Maître a rétréci dans l'épisode Logopolis (1981) et Ace mentionne le fait que le Maître était à moitié chat lors de leur dernière rencontre dans l'épisode Survival (1989).
- Le Maître mentionne qu'il a tué l'Ashad originel, faisant référence à l'épisode Les Enfants intemporels (2020) où il a rétréci le Cyberman auquel il s'était allié pour récupérer le Cyberium.
- Ace et Tegan utilisent des balles en or pour arrêter les Cybermen, sachant que l'or est leur faiblesse comme mentionné dans Earthshock (1982) et Silver Nemesis (1988). Cependant, le clone d'Ashad explique qu'ils ont développé une résistance à l'or depuis longtemps, comme mentionné dans l'épisode Le Cyberplanificateur (2013) où ce dernier développait une résistance à l'or.
- Yaz dispose différents post-it sur la console du TARDIS comme dans l'épisode La Révolution des Daleks (2021).
- De retour en 1916, le Maître dit s'être "habillé pour l'occasion", phrase déjà utilisée par le Maître dans Le Seigneur du Temps (1996).
- En VO, le Maître donne différents noms à son plan, tous se rapprochant d'un véritable épisode s'appelant The Daleks' Master Plan (1965-1966).
- Lorsqu'il énumère des noms, le Maître prononce le nom "Harriet", faisant directement référence à Harriet Jones apparue pendant l'ère du Neuvième et Dixième Docteur.
- Le Maître fait référence à la "Régénération forcée", déjà subie par le Deuxième Docteur dans The War Games (1969).
- Vinder utilise le petit appareil que le Docteur lui a donné pour la contacter dans l'épisode Il n'était pas une fois (2021).
- La Maître danse sur la musique Rasputin de Boney M. comme Harold Saxon sur la musique Voodoo Child de Rogue Traders dans Que tapent les tambours (2007).
- Le Docteur/Maître dit a Yaz qu'il n'aimerait pas devoir la réduire, faisant référence à l'épisode Les Enfants intemporels (2020) où il dit s'être précipité quand il a réduit Ashad, et qu'il aurais aimé utiliser cette phrase avant de passer à l'action.
- Dans un compartiment secret, Ace sort ses fameuses veste et batte de baseball, aperçues à plusieurs reprises au cours de ses apparitions au côté du Septième Docteur.
- Dans son esprit, le Docteur retrouve le Premier Docteur, interprété par David Bradley remplaçant William Hartnell depuis An Adventure in Space and Time (2013), le Cinquième Docteur, toujours interprété par Peter Davison, le Sixième Docteur, toujours interprété par Colin Baker, le Septième Docteur, toujours interprété par Sylvester McCoy et le Huitième Docteur, toujours interprété par Paul McGann.
- Tegan fait référence à son boulot d'hôtesse de l'air comme montré dans Logopolis (1981).
- Face à l'hologramme du Cinquième Docteur, Tegan se remémore Adric, mort face aux Cybermen dans Earthshock (1982) et ce dernier utilise aussi l'expression "Brave Heart", en VO, qu'il disait souvent à Tegan.
- Pour accomplir sa mission dans le volcan, Ace emporte une bouteille de Nitro-9 dont elle a fait usage plusieurs fois, et qui a été également mentionnée par le Treizième Docteur dans L'Apocalypse d'Halloween (2021).
- En VO, l'hologramme du Septième Docteur dit "we're ace" pendant sa réconciliation avec Ace, et cette dernière dit "I'm Ace" quand elle rencontre Graham. À chaque fois, ces phrases ont un sens dans la conversation et font référence au fait qu'Ace se présente toujours ainsi à son entourage, n'aimant pas son véritable nom Dorothy.
- Face à Graham, Ace mentionne le fait qu'elle a déjà eu affaire aux Daleks en 1963, faisant référence à l'épisode Remembrance of the Daleks (1988).
- Après avoir invoqué l'hologramme du Docteur fugitif, Yaz se souviens l'avoir connue en tant que guide touristique à Gloucester, rôle qu'avait ce Docteur en tant qu'humaine dans Le Contrat des Judoons (2020).
- Comme dans Remembrance of the Daleks (1988), Ace utilise sa batte de baseball pour détruire la tige oculaire et une partie de l'armure d'un Dalek.
- Lorsque tous ses compagnons sont à bord du TARDIS, le Docteur les positionne autour de la console du vaisseau comme dans La Fin du voyage (2008).
- Quand le Docteur se réveille, Yaz explique qu'elle a déposé tout le monde à Croydon, lieu où le Quatrième Docteur aurait dû déposer Sarah Jane Smith à la fin de The Hand of Fear (1976) mais qui finalement s'avère être Aberdeen comme révélé dans L'École des retrouvailles (2006).
- Les Cloches du Cloître du TARDIS se mettent à sonner lorsque la régénération du Treizième Docteur commence, comme dans l'épisode Il était deux fois (2017).
- Le groupe de soutien réuni d'anciens compagnons du Docteur. En plus de Yaz, Graham, Dan, Kate, Tegan et Ace, d'autres se rajoutent à la liste comme Jo Grant, compagne du Troisième Docteur, Mel Bush, compagne du Sixième et Septième Docteur ainsi que Ian Chesterton, compagnon du Premier Docteur.
- Au bord de la falaise, le Docteur dit "blossomiest blossom" en VO, faisant référence à la phrase "daisiest daisy" du Troisième Docteur dans The Time Monster (1972).
- Lors de la régénération, les vêtements du Docteur changent, ce qui était seulement arrivé lors de la régénération du Premier au Deuxième Docteur dans The Tenth Planet et The Power of the Daleks (1966).
- Quand le Quatorzième Docteur remarque qu'il reconnait ses dents, cela fait référence à l'épisode À la croisée des chemins (2005) où le Dixième Docteur découvre ses nouvelles dents.
- À la toute fin, David Tennant répète trois fois "What?!", en référence à la fin des saisons du Dixième Docteur où ce dernier répétait également ce mot trois fois.